# Grondijs

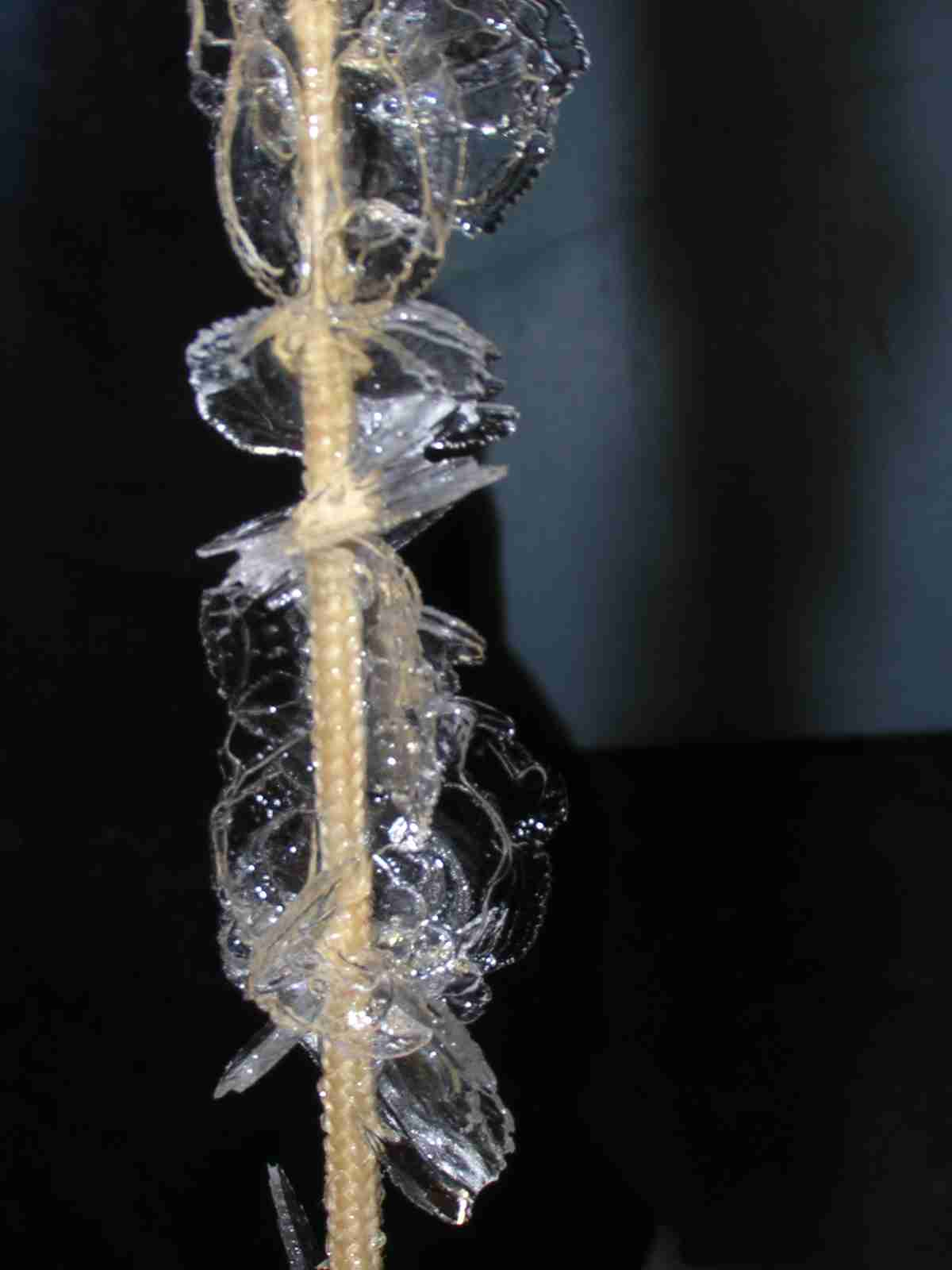
Grondijs-schijven die zijn gevormd rondom een touw, nadat het enige tijd in het zeewater van Antarctica had gehangen.

Grondijs of ankerijs is een verzamelnaam voor een verschijnsel waarbij ijs vanaf de bodem in relatief ondiep water omhoog komt drijven.

Een alternatieve verklaring is dat er nabij de bodem zich watermassa's of bellen bevinden die kouder dan 4° Celsius worden en zelfs onderkoeld raken. Omdat deze onderkoelde watermassa's of bellen lichter zijn dan het omringende 4 °C water gaan deze onderkoelde waterbellen opstijgen naar het oppervlak. Op het moment dat deze waterbellen aan de oppervlakte komen spreiden de onderkoelde waterbellen zich uit als een lelieblad en bevriezen terstond. De kenmerkende vorm die het dan aanneemt is een relatief ronde vorm met opstaand randje. Dit verschijnsel wordt ook wel "pannenkoekenijs" genoemd. Dit pannenkoekenijs vriest aan het oppervlak dan weer aan elkaar. Kenmerkend is dat bij de vorming van grondijs een meer zoals het IJsselmeer zeer plotseling dicht kan vriezen. Grondijs en pannenkoekenijs komt ook voor in Nederland bij strenge winters. Als alle waterbellen aan het oppervlak komen kan het pannenkoekenijs dus zeer snel aaneen vriezen. Dit laatste is zeer kenmerkend voor het noordelijk en zuidelijk deel van het IJsselmeer.

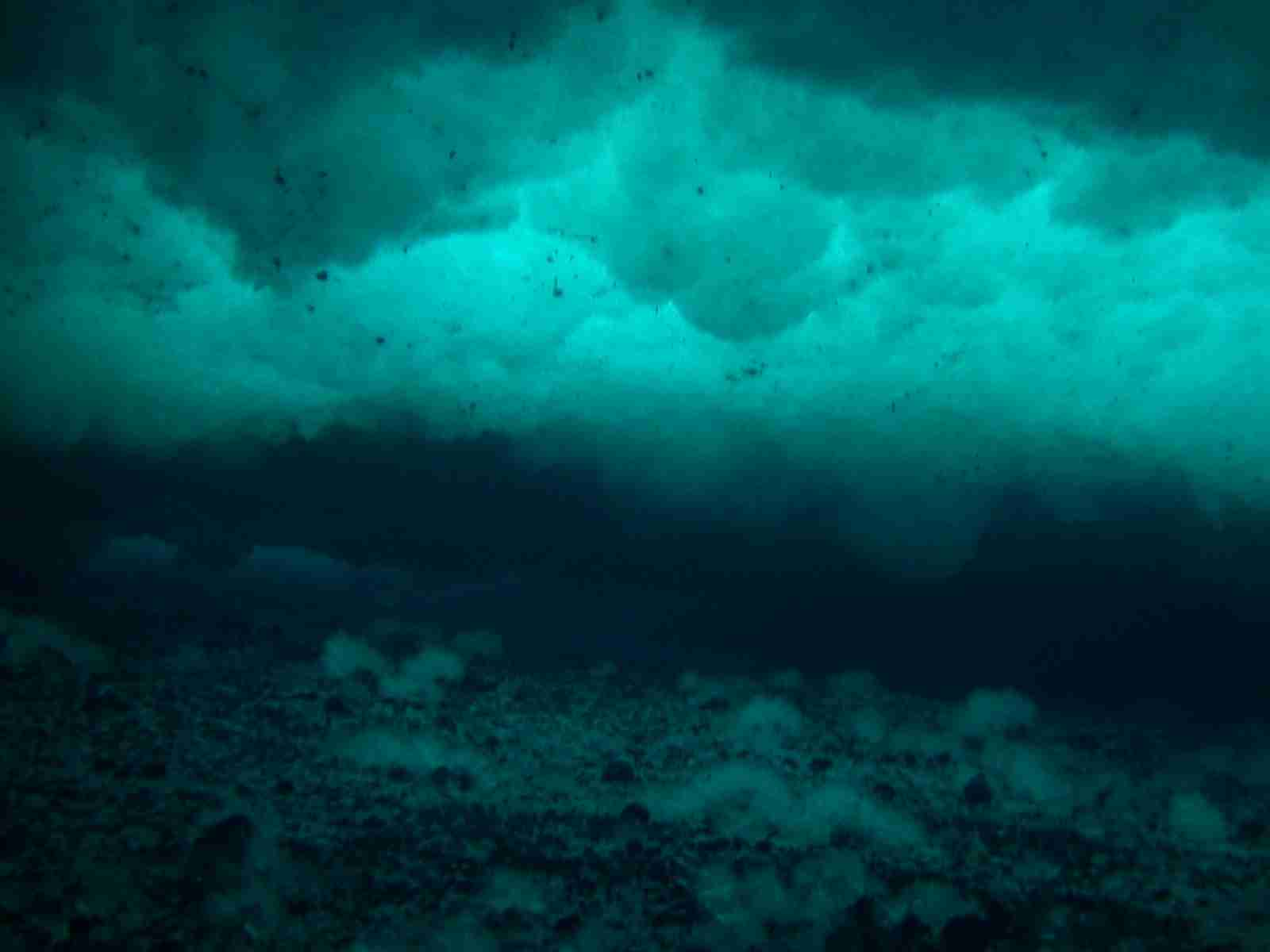
Grondijs gezien vanaf de zeebodem in McMurdo Sound, Antarctica.

Grondijs treedt niet alleen op bij meren. Ook bij snel stromende rivieren en bijvoorbeeld de Oostzee en bij Antarctica komt dit verschijnsel voor. Doordat er vervuiling als zand, steentjes en wier in kan voorkomen is de kleur van grondijs soms grijs.

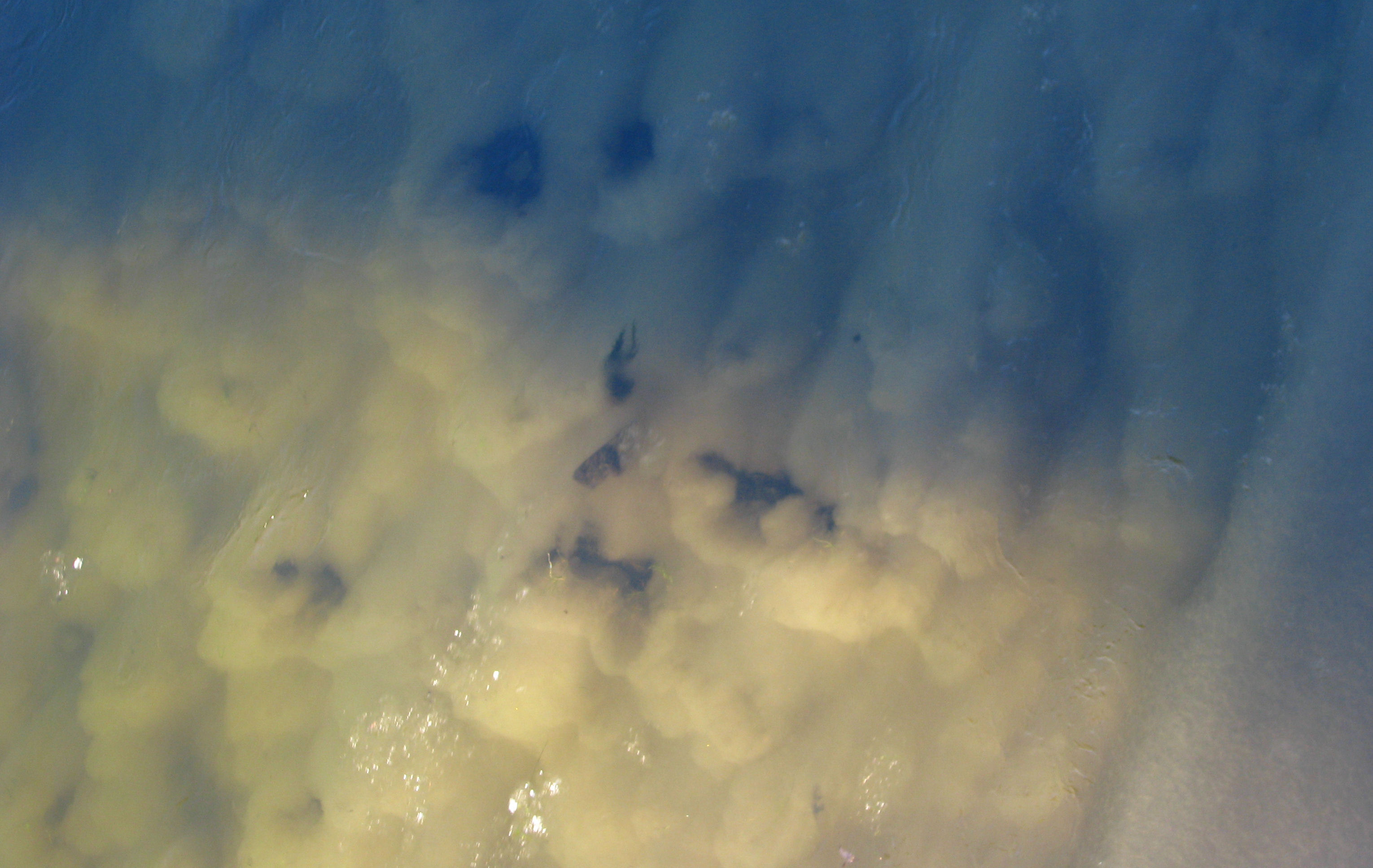
Grondijs op de bodem van de rivier Saale in Jena, Duitsland.